# Arboretum de Bellefontaine
El Arboreto de Bellefontaine (en francés: Arboretum de Bellefontaine) es un Arboreto de 13 hectáreas de extensión que se encuentra en Champigneulles, Lorena, Francia.
Está administrado por la asociación sin ánimo de lucro "ALTURAS".

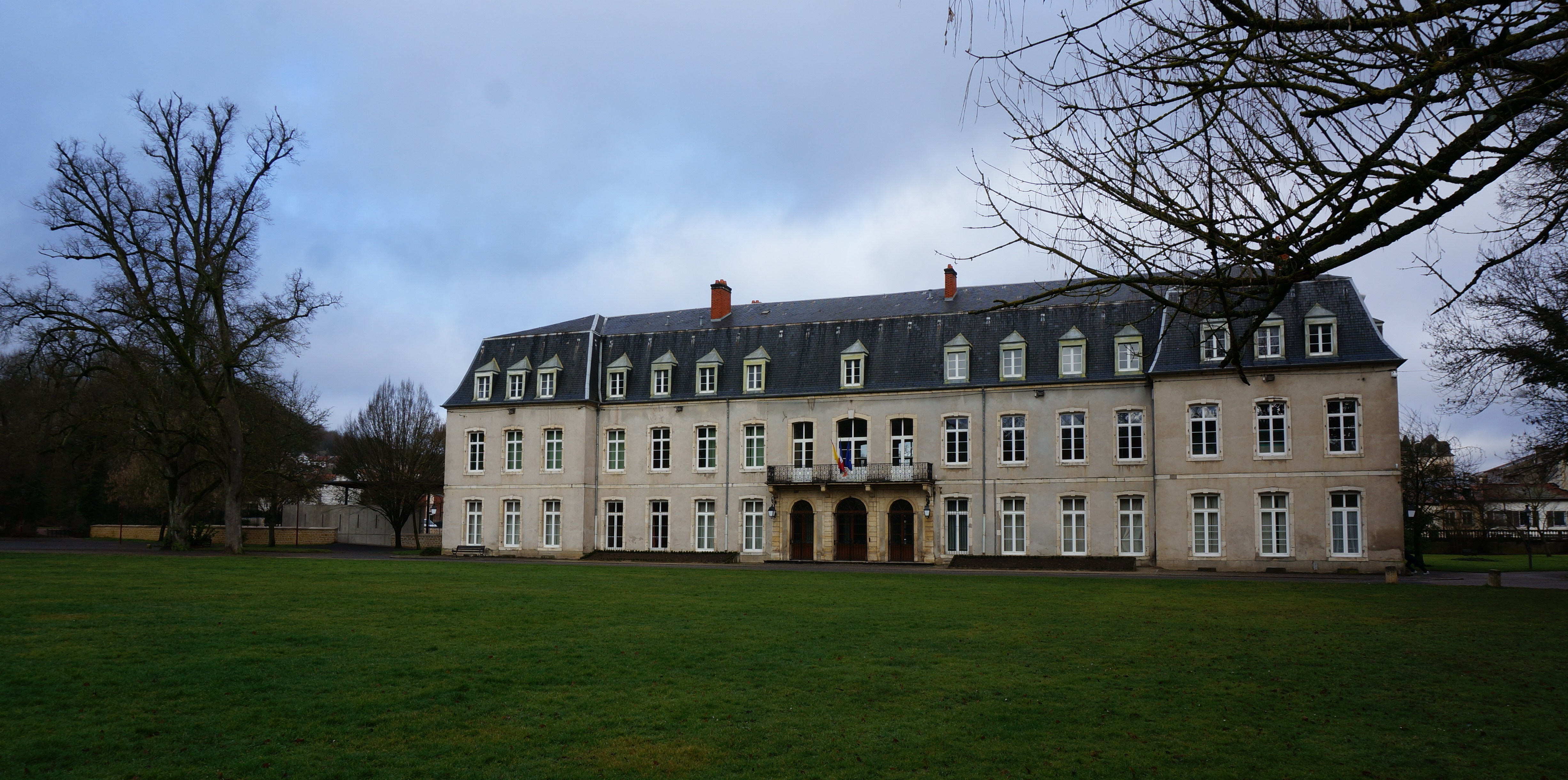
El "Château du bas" junto al que se encuentra el arboreto.

## Historia
Desde hace varios años la asociación sin ánimo de lucro "ALTURAS" ha dedicado parte de su actividad a la restauración y mantenimiento del sitio forestal y de los estanques de peces en el corazón del bosque de Bellefontaine.
"ALTURAS" dedica la mayor parte de su actividad a la integración social y profesional de las personas en dificultad. Sus medidas de acción están dirigidas principalmente a su autonomía social y profesional con la adquisición de conocimientos básicos a través del desarrollo de proyectos de integración, escuelas y proyectos de ayuda al desarrollo. 
Los alumnos del "CES" han realizado el trabajo para rehabilitar un ambiente suntuoso que consiste en especies botánicas raras, con veinticuatro estanques de peces, un arboreto y un hermoso edificio que data de 1863.

## Colecciones
Alberga especímenes de haya, abedul, castaños, ginkgo, arces, robles, pinos, sequoia, piceas, endrinos, olmos etc. 
No hay variedades importadas, sólo especies indígenas con las placas de identificación.
Para los niños, hay un parque infantil y excepcionales descubrimientos, lejos del bullicio de la calle.
Algunas vistas del "Arboretum de Bellefontaine".

Detalles
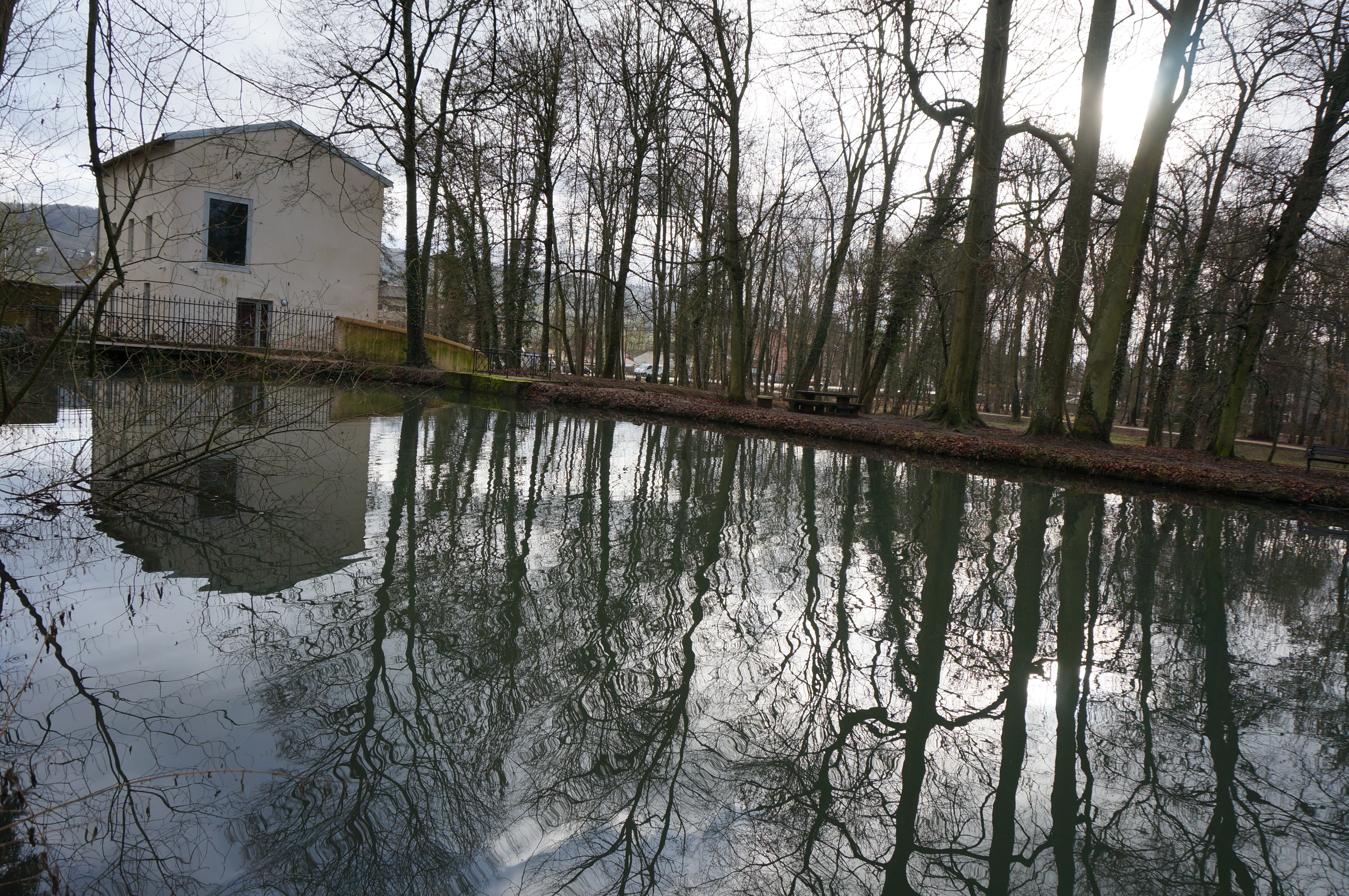
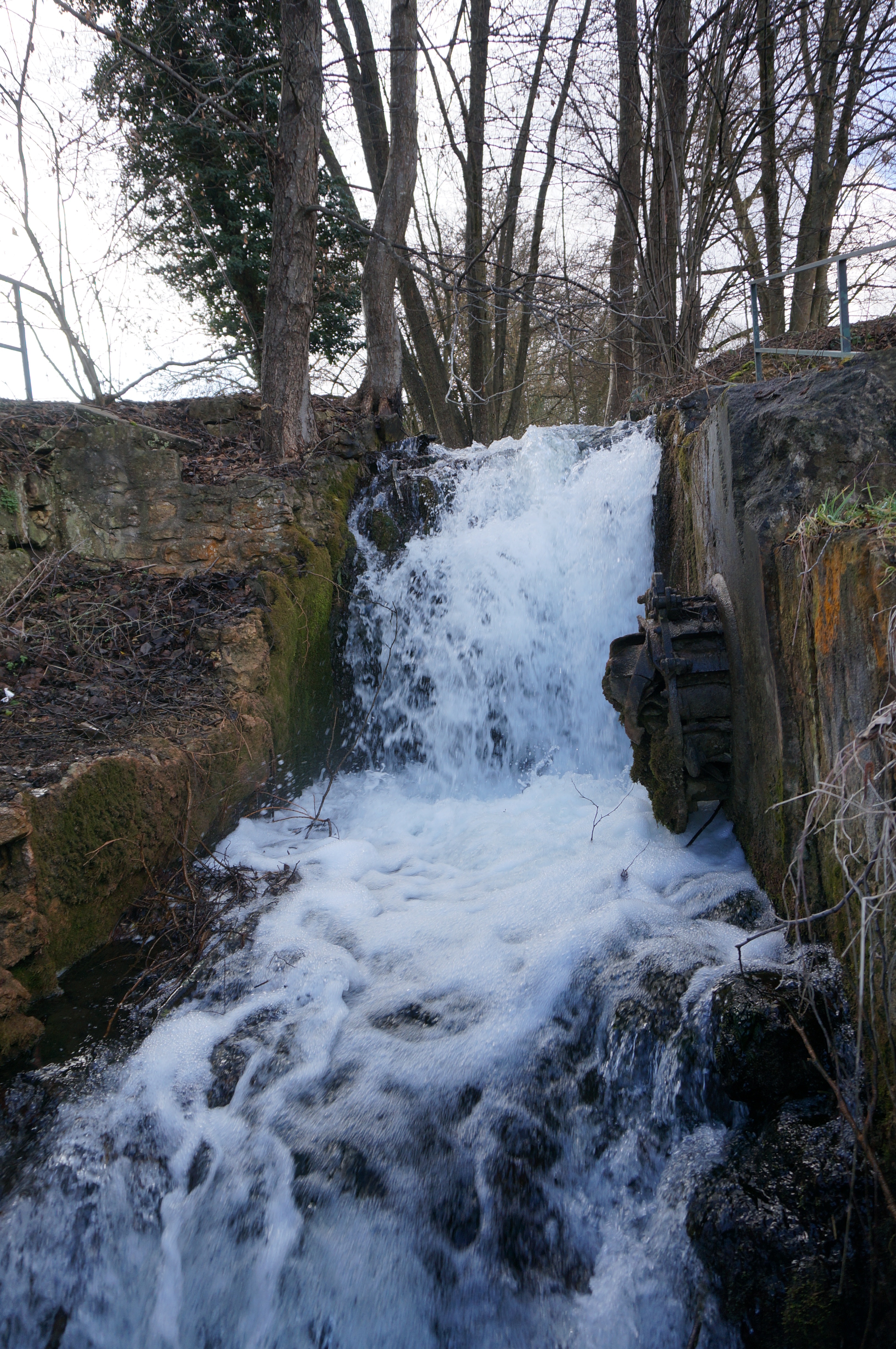
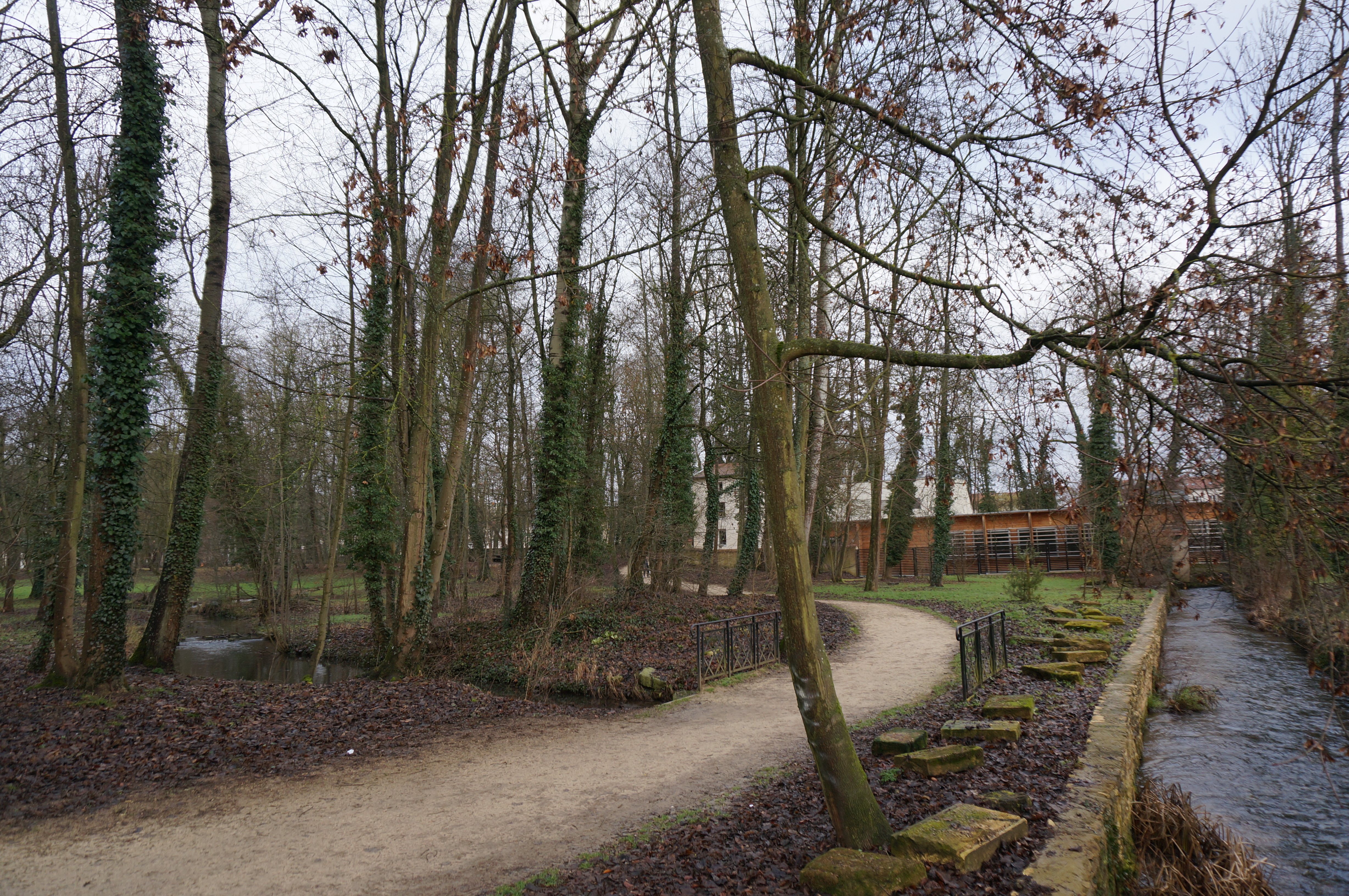